# اما کلی
اما کلی (انگلیسی: Emma Kelly؛ زادهٔ ۲۶ ژانویهٔ ۱۹۹۷) بازیکن فوتبال اهل انگلستان است که در پست هافبک برای نیوکاسل یونایتد زنان بازی می‌کند.
وی همچنین در تیم‌های ملی فوتبال زیر ۱۷ سال زنان انگلستان و زیر ۱۹ سال زنان انگلستان بازی کرده است.